# Університет Бордо I
Університет Бордо I — колишній французький університет, відноситься до Академії Бордо, розташований в передмісті Бордо Таланс. Заснований в 1971 році.
У 2010 році університет посів 301—400 місце в академічному рейтингу університетів світу. У 2014 році став частиною Університету Бордо.

## Історія

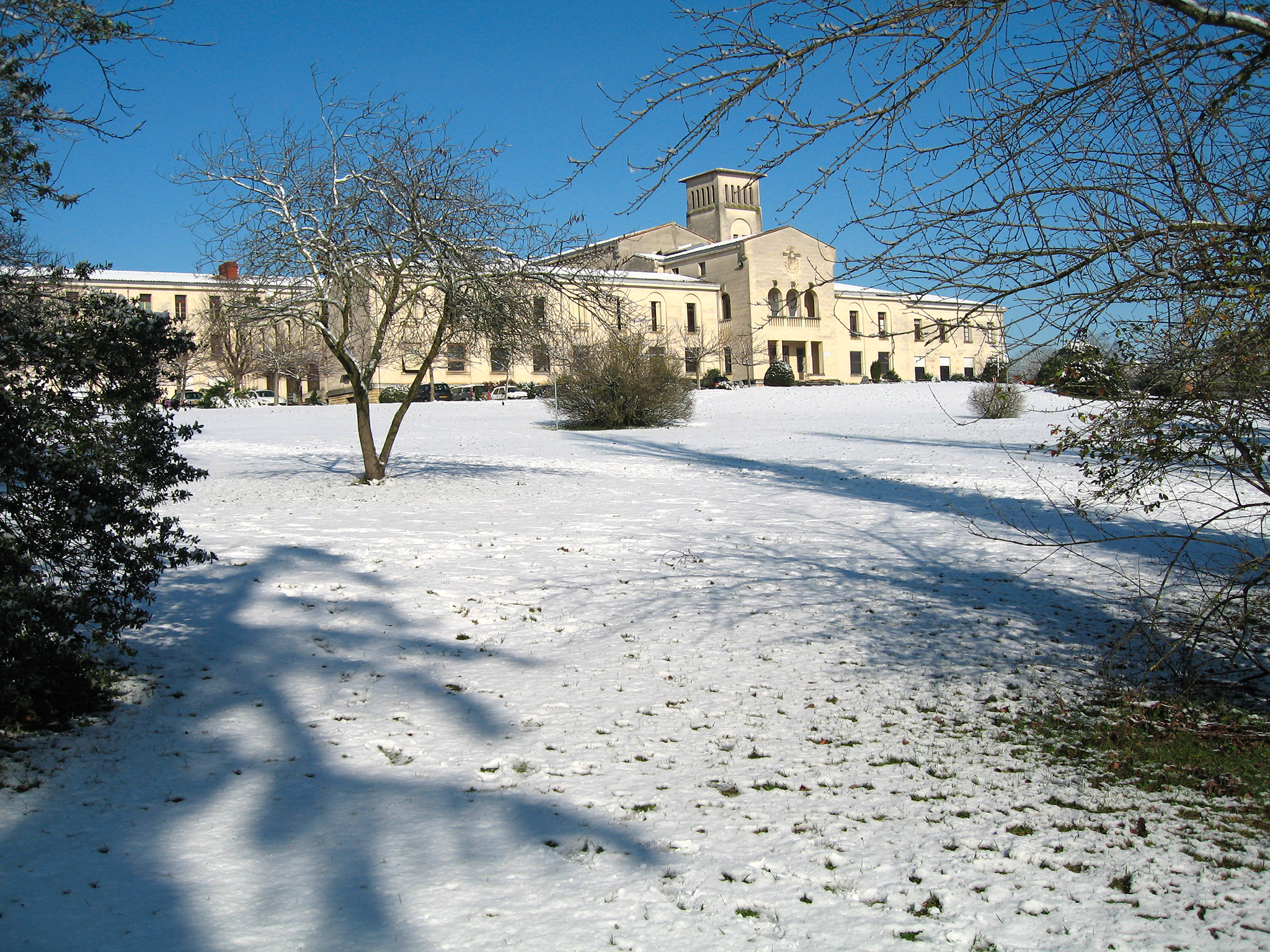
Маєток О-Каре в Талансе.

Внаслідок травневих заворушень 1968 році указом Едгара Фора університет Бордо, як і багато французькі університети, розформований на дрібніші: Бордо I, Бордо II і Бордо III. У 1971 році офіційно створено Університет Бордо I, основна спрямованість якого: право, економіка і точні науки. У 1995 році вирішено залишити в університеті Бордо I тільки факультети точних наук і технологій, факультети права та економіки переїжджають в ново створений університет Бордо IV. У 2009 році створюється політехнічний інститут Бордо, який об'єднує 6 інженерних шкіл міста Бордо.

## Структура
До складу університету входить 5 факультетів, Технологічний університетський інститут Бордо I, Політехнічний інститут Бордо і докторська школа Аквітанії наук про Всесвіт. Так само в університеті є два допоміжних департаменти: Департамент Лісанс, який координує роботу і навчання на першому циклі вищої освіти — Лісанс, і університетський науковий департамент Ажена, який займається розробкою і впровадженням нових технічних і наукових дипломів
Факультети:
- Факультет математики та інформатики.
- Факультет фізики.
- Факультет хімії.
- Факультет біології.
- Факультет наук про море і землю.